# قائمة كتدرائيات المغرب
هذه قائمة الكاتدرائيات الموجودة في المغرب.

## كتدرائيات كاثوليكية
| الكاتدرائية             | الأبرشية                       | الموقع        | الإخلاص                | ملاحظة |
| ----------------------- | ------------------------------ | ------------- | ---------------------- | ------ |
| كاتدرائية القديس بيير   | الأبرشية الرومانية الكاثوليكية | الرباط        | بطرس                   |        |
| كاتدرائية الدار البيضاء | الأبرشية الرومانية الكاثوليكية | الدار البيضاء | قلب يسوع الأقدس        |        |
| نوسترا سنيورة دي لورديس | أبرشية طنجة                    | طنجة          | مريم العذراء سيدة لورد |        |

## مواقع خارجية
- (بالإنجليزية) Cathedrals, Morocco (www.gcatholic.org)